# Організація мовлення
Організація мовлення  -  організація  ефірного  мовлення   чи
організація кабельного мовлення;
- організація ефірного   мовлення  -  телерадіоорганізація,  що

здійснює публічне сповіщення  радіо-  чи  телевізійних  передач  і
програм мовлення (як власного виробництва, так і виробництва інших
організацій) шляхом передачі в ефір  за  допомогою  радіохвиль  (а
також   лазерних променів,  гамма-променів  тощо)  у  будь-якому
частотному діапазоні (у тому числі й з використанням супутників);
- організація кабельного мовлення  -  телерадіоорганізація,  що

здійснює  публічне  сповіщення  радіо-  чи  телевізійних передач і
програм мовлення (як власного виробництва, так і виробництва інших
організацій)  шляхом передачі на віддаль сигналу за допомогою того
чи  іншого  виду  наземного,  підземного  чи   підводного   кабелю
(провідникового, оптоволоконного чи іншого виду).

## Джерело
- https://web.archive.org/web/20071004235618/http://uacrr.kiev.ua/ukr/u_zakon/zakon/3792-12_p.htm